# SN 2005hb
SN 2005hb – supernowa typu II-P odkryta 13 października 2005 roku w galaktyce UGC 3531. W momencie odkrycia miała maksymalną jasność 19,50m.